# Hanna Ryzhykova
Hanna Ryzhykova (née Yaroshchuk le 24 novembre 1989) est une athlète ukrainienne spécialiste du 400 mètres haies.

## Carrière
Elle remporte le titre du 400 mètres haies des Championnats d'Europe espoirs 2011 d'Ostrava en 54 s 77 (record personnel), devant sa compatriote Hanna Titimets, et obtient par ailleurs la médaille d'argent au titre du relais 4 × 400 mètres. 
Le 4 mars 2018, elle échoue avec ses coéquipières à la 4e place de la finale du relais 4 x 400 m des championnats du monde en salle de Birmingham en 3 min 31 s 32, derrière les États-Unis, la Pologne et le Royaume-Uni. 
Le 10 août 2018, Hanna Ryzhykova devient vice-championne d'Europe du 400 m haies aux championnats d'Europe de Berlin en 54 s 51, derrière Lea Sprunger (54 s 33).
Avec l’équipe d’Ukraine, elle remporte la médaille d’or par équipes lors de la finale des Jeux européens de 2019, en étant classée 2e de l’épreuve du relais 4 x 400 m mixte en 3 min 19 s 28.
Elle se classe 7e des championnats du monde 2019 à Doha en 54 s 45, après avoir réalisé ce même temps en demi-finale, le second meilleur chrono de sa carrière.
En 2021, alors que la discipline atteint des sommets, avec des chronos régulièrement sous les 52 secondes dans le monde, Hanna Ryzhykova bat son record personnel à trois reprises, en 54 s 19, 54 s 15 puis en 52 s 96 à Stockholm, record d'Ukraine. Première Ukrainienne sous les 53 secondes, elle améliore la meilleure marque nationale de Tetyana Tereshchuk-Antypova (53 s 37 en 2004) et devient la 22e meilleure performeuse mondiale de tous les temps.
En août, elle termine 5e des Jeux olympiques de Tokyo en 53 s 48, puis enchaine avec cinq podiums sur les six dernières courses de sa saison, notamment avec le bronze en finale de la Ligue de diamant à Zurich.

## Palmarès
| Date | Compétition                       | Lieu             | Résultat | Épreuve       | Temps         |
| ---- | --------------------------------- | ---------------- | -------- | ------------- | ------------- |
| 2007 | Championnats d'Europe juniors     | Hengelo          | 2e       | 4 × 100 m     |               |
| 2008 | Championnats du monde juniors     | Bydgoszcz        | 6e       | 400 m haies   | 58 s 43       |
| 2008 | Championnats du monde juniors     | Bydgoszcz        | 2e       | 4 × 400 m     |               |
| 2009 | Championnats d'Europe espoirs     | Kaunas           | 8e       | 400 m haies   | 57 s 26       |
| 2011 | Championnats d'Europe espoirs     | Ostrava          | 1re      | 400 m haies   | 54 s 77       |
| 2011 | Championnats d'Europe espoirs     | Ostrava          | 2e       | 4 × 400 m     | 3 min 30 s 13 |
| 2011 | Universiade                       | Shenzhen         | 1re      | 400 m haies   | 55 s 15       |
| 2011 | Championnats du monde             | Daegu            | finale   | 4 x 400 m     | DQ            |
| 2012 | Championnats d'Europe             | Helsinki         | 3e       | 400 m haies   | 54 s 35       |
| 2012 | Jeux olympiques                   | Londres          | 3e       | 4 × 400 m     | 3 min 23 s 57 |
| 2013 | Championnats d'Europe par équipes | Gateshead        | 2e       | 400 m haies   | 55 s 27       |
| 2013 | Universiade                       | Kazan            | 1re      | 400 m haies   | 54 s 77       |
| 2013 | Championnats du monde             | Moscou           | 5e       | 400 m haies   | 55 s 01       |
| 2014 | Championnats d'Europe par équipes | Brunswick        | 1re      | 400 m haies   | 55 s 00       |
| 2014 | Championnats d'Europe par équipes | Brunswick        | 1re      | 4 × 400 m     | 3 min 27 s 66 |
| 2014 | Championnats d'Europe             | Zurich           | 2e       | 4 x 400 m     | 3 min 24 s 32 |
| 2015 | Jeux mondiaux militaires          | Mungyeong        | 2e       | 400 m haies   | 55 s 74       |
| 2015 | Jeux mondiaux militaires          | Mungyeong        | 2e       | 4 x 400 m     | 3 min 30 s 66 |
| 2018 | Championnats du monde en salle    | Birmingham       | 4e       | 4 x 400 m     | 3 min 31 s 32 |
| 2018 | Championnats d'Europe             | Berlin           | 2e       | 400 m haies   | 54 s 51       |
| 2018 | Coupe continentale                | Ostrava          | 3e       | 400 m haies   | 54 s 47       |
| 2019 | Jeux européens                    | Minsk            | 1re      | 4 x 400 mixte | 3 min 17 s 31 |
| 2019 | Championnats d'Europe par équipes | Bydgoszcz        | 2e       | 400 m haies   | 55 s 61       |
| 2019 | Ligue de diamant                  | Ligue de diamant | 6e       | 400 m haies   | 55 s 28       |
| 2019 | Championnats du monde             | Doha             | 7e       | 400 m haies   | 54 s 45       |
| 2019 | Championnats du monde             | Doha             | 7e       | 4 x 400 m     | 3 min 27 s 48 |
| 2019 | Jeux mondiaux militaires          | Wuhan            | 2e       | 400 m haies   | 55 s 23       |
| 2021 | Jeux olympiques                   | Tokyo            | 5e       | 400 m haies   | 53 s 48       |
| 2022 | Championnats du monde             | Eugene           | 8e       | 400 m haies   | 54 s 93       |
| 2022 | Championnats d'Europe             | Munich           | 3e       | 400 m haies   | 54 s 86       |

## Records
| Épreuve     | Épreuve   | Temps        | Lieu      | Date           |
| ----------- | --------- | ------------ | --------- | -------------- |
| 400 m       | Plein air | 51 s 21      | Lutsk     | 19 juin 2021   |
| 400 m       | En salle  | 52 s 11      | Toruń     | 5 mars 2021    |
| 400 m haies | Plein air | 52 s 96 (NR) | Stockholm | 4 juillet 2021 |